# КБ «Шторм»
Особливе конструкторське бюро «ШТОРМ» — розташоване на території НТУУ «КПІ», в радянські часи виконував замовлення державного значення. Висококвалифіковані спеціалісти встановлювали прилади, розроблені в ОКБ «Шторм» на військових суднах та підводних човнах військово-морського флоту СРСР. Зараз наукові співробітники розробляють та впроваджують прилади в нафтовій, газовій та ін. галузях промисловості України.

## Головні напрямки діяльності
- теоретичні та експериментальні дослідження з розробки методів i засобів цифрової просторово-часової та спектральної обробки гідроакустичної інформації;[2]
- розробка комплексних методів, створення технічних гідроакустичних та біотехнічних стаціонарних i мобільних комплексів пошуку підводних об'єктів;
- створення систем моніторизації підводних робіт та водолазного спорядження;
- розробка методів i засобів акустичного дистанційного зондування морського середовища та пошуку джерел акустичного шуму, вібрації різноманітного походження та інші.